# Booker (Texas)
Booker es un pueblo ubicado en el condado de Lipscomb en el estado estadounidense de Texas. En el Censo de 2010 tenía una población de 1.516 habitantes y una densidad poblacional de 559,06 personas por km².

## Geografía
Booker se encuentra ubicado en las coordenadas 36°27′22″N 100°32′25″O / 36.45611, -100.54028. Según la Oficina del Censo de los Estados Unidos, Booker tiene una superficie total de 2.71 km², de la cual 2.71 km² corresponden a tierra firme y (0%) 0 km² es agua.

## Demografía
Según el censo de 2010, había 1.516 personas residiendo en Booker. La densidad de población era de 559,06 hab./km². De los 1.516 habitantes, Booker estaba compuesto por el 78.23% blancos, el 1.12% eran afroamericanos, el 1.32% eran amerindios, el 0.2% eran asiáticos, el 0% eran isleños del Pacífico, el 15.96% eran de otras razas y el 3.17% pertenecían a dos o más razas. Del total de la población el 52.64% eran hispanos o latinos de cualquier raza.